# IBM 3270 PC

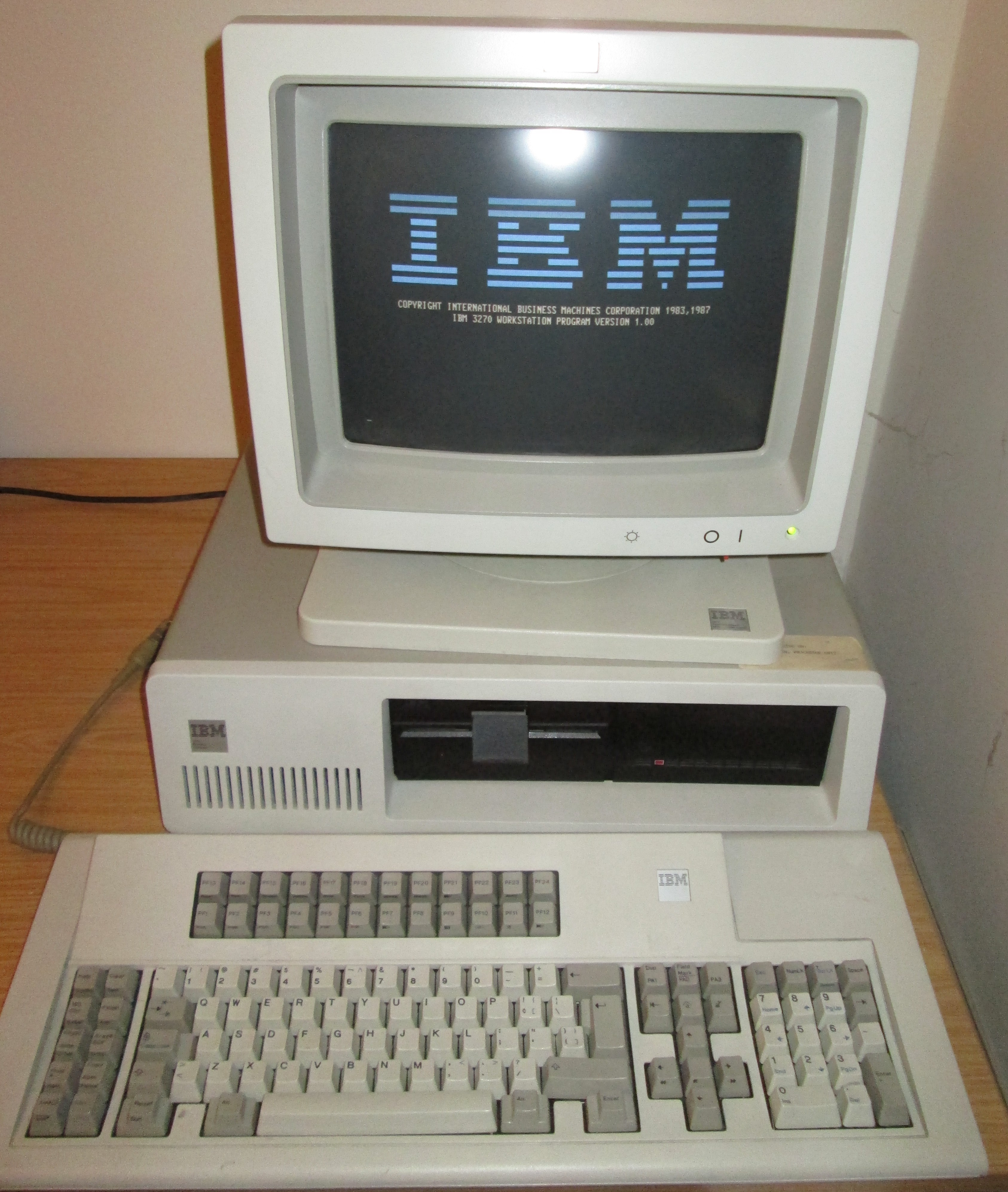

IBM 3270 PC(IBM System Unit 5271)는 IBM이 개발하여 1983년 10월에 출시한 개인용 컴퓨터이다. 하드웨어는 대부분 IBM PC XT와 동일하지만 3270에는 소프트웨어와 함께 에뮬레이트할 수 있는 추가 구성 요소가 포함되어 있다. IBM 3270 터미널의 동작. 따라서 독립형 컴퓨터로 사용할 수도 있고 메인프레임에 대한 터미널로 사용할 수도 있다.
IBM은 나중에 IBM PC AT를 기반으로 한 유사한 디자인인 3270 AT(IBM System Unit 5273)를 출시했다. 또한 XT 및 AT 변형 모두에서 3270 PC의 고급 그래픽 버전을 출시했다. XT 기반 버전은 3270 PC/G 및 3270 PC/GX라고 하며 서로 다른 시스템 유닛 5371을 사용하는 반면, AT 버전(PC AT/G 및 PC AT/GX)은 시스템 유닛 5373을 사용한다.

## 같이 보기
- IBM PC XT
- IBM PC/AT
- 프로페셔널 그래픽스 컨트롤러
- 3270 에뮬레이터